# Artem Dòvbik
Artem Oleksàndrovitx Dòvbik (ucraïnès: Артем Олександрович Довбик; Txerkassi, Ucraïna, el 21 de juny de 1997) és un futbolista professional ucraïnès que juga com a davanter a l'AS Roma de la Seria A i a la selecció d'Ucraïna.

## Carrera de club

### Cherkaskyi Dnipro
Nascut a Txerkassi (Ucraïna), Dòvbik és un producte de l'acadèmia del FC Cherkaskyi Dnipro després de graduar-se a l'Escola Esportiva Especialitzada de Reserva Olímpica Slavutych de Cherkasy. Va debutar com a professional amb el seu equip d'origen el 2014. Va guanyar la Segona Lliga ucraïnesa 2014-15, marcant 7 gols.

### Dnipro
L'estiu de 2015, va signar un contracte amb l'FC Dnipro, però a l'abril de 2016, va ser enviat llavors cedit per tres mesos al club moldau FC Zaria Bălți, amb el qual va guanyar la Copa de Moldàvia. Tot seguit, va marcar 6 gols amb el seu equip i va guanyar el premi al millor jugador jove de la lliga ucraïnesa 2016-17. Això va portar el seleccionador d'Ucraïna, Andrí Xevtxenko, a convocar-lo per als partits de classificació per a la Copa del Món de la FIFA 2018.

### Midtjylland
Quan el Dnipro va baixar per incórrer en deutes, Dòvbik es va quedar al club. Després marcaria 12 gols en 13 partits a la Segona Lliga ucraïnesa, cosa que va despertar l'interès de clubs estrangers, i el 2018 va fitxar pel FC Midtjylland danès en una transferència gratuïta. El 2018 amb el FC Midtjylland Dòvbik es va convertir en campió nacional i el 2019 en campió de la copa nacional. El 2 de setembre de 2019 va ser cedit al SønderjyskE per a la temporada 2019-20. Amb el SønderjyskE, Dòvbik es va convertir per segona vegada en campió de la copa danesa.

### Dnipro-1
Després de la falta de minuts de joc regulars i la sequera golejadora, el 2020 Dòvbik va tornar a Ucraïna fitxant pel recent fundat SC Dnipro-1, que acabava d'ascendir a la primera divisió ucraïnesa la temporada anterior. Si bé el seu rendiment en lliga va ser una mica inferior a l'esperat, Dòvbik va realitzar una bona ratxa golejadora a la Copa d'Ucraïna marcant 4 gols en tres partits, convertint-se en un dels tres màxims golejadors del torneig.
El 2022, després de l'inici de la invasió russa d'Ucraïna, es va cancel·lar la temporada 2021-22. Dòvbik va fitxar temporalment pel Dinamo de Kíiv, que jugava partits benèfics a Europa durant la resta de la temporada per mantenir-se en forma.

### Girona
El 6 d'agost del 2023, Dòvbik va fitxar pel Girona FC, signant un contracte fins al 2028, per una quantitat que, segons s'informa, va pujar a 7 milions d'euros, convertint-se en el jugador més car de la història del club. El 12 d'agost va marcar un gol en el seu debut en un empat a domicili contra la Reial Societat (1-1). El 21 de gener del 2024, va marcar el seu primer triplet en sis minuts de diferència en una victòria per 5-1 contra el Sevilla. Dòvbik acabaria guanyant el Trofeu Pitxitxi com a màxim golejador de la lliga 2023-24 amb 24 gols en 36 partits.

### Roma
El 2 d'agost de 2024 va ser traspassat a la AS Roma per 50.000.000 €.

## Carrera internacional
Dòvbik va ser convocat a la concentració de la selecció nacional sub-19 d'Ucraïna, però no va jugar cap partit per a aquesta representació.
Amb 19 anys, Dòvbik va rebre la seva primera convocatòria amb la selecció absoluta en ser inclòs a la llista de 31 jugadors de l'absoluta per al partit de classificació per a la Copa Mundial de la FIFA 2018 contra Islàndia el 5 de setembre de 2016.
Va participar en la fase de classificació per al Campionat d'Europa Sub-21 de la UEFA 2017 amb 19 anys i va participar en la fase de classificació per al Campionat d'Europa Sub-21 de la UEFA 2019.
Va debutar amb Ucraïna el 31 de març de 2021 en un partit de classificació per al Mundial contra Kazakhstan[8].
El 29 de juny de 2021, Dòvbik va debutar a l'Eurocopa 2020, com a substitut d'Andrí Iarmòlenko a la pròrroga dels vuitens de final contra Suècia. Va marcar el gol de la victòria en el temps afegit de la pròrroga per assegurar la victòria d'Ucraïna per 2-1 i la classificació per a quarts de final.